# Ko me jednom prevari
Ko me jednom prevari är Suzana Jovanovićs tredje studioalbum, utgiven år 1996. Det var det sista albumet med bandet Južni Vetar.

## Låtlista
1. Ko me jednom prevari (Vem lurar mig en gång?)
2. Pa sad sve se ruši (Så nu allt kraschar)
3. Oteću te nekoj (Svälla och en)
4. Rastanak je zora puca (Sära gryningen skjuter)
5. O mama mama (Åh mamma mamma)
6. Baš takvog te volim (Bara en sådan kärlek)
7. Nema kajanja (Inget att ångra)
8. Ne dam nikom da me dira (Jag kommer inte låta någon röra mig)